# Amerikai keresztlapu
Az amerikai keresztlapu (Erechtites hieraciifolius) az őszirózsafélék családjába tartozó, amerikai eredetű növény, amely Európában, Kelet-Ázsiában és Óceániában inváziós fajként terjed.

## Megjelenése
Az amerikai keresztlapu 30–180 cm (leggyakrabban 1,5 m, ritkán akár 3 m) magas, lágyszárú egynyári növény. Változatos külsejű, az egyedek magassága, szőrözöttsége, a levél alakja tág határok között mozog. Orsógyökérrel kapaszkodik a talajba, gyökérrendszere kis kiterjedésű. Egyenesen felálló, üreges, törékeny szára felül dúsan elágazik. Felülete majdnem teljesen csupasz, vagy elszórtan szőrözött. Mintegy 10 cm-es, szórt állású levelei hosszúkásak vagy ellipszis alakúak, élük kétszeresen fogazott vagy egyszeresen fogazott és kissé karéjos. Az alsó levelek szélesebbek, nyélbe keskenyedők, fogazottak, míg a középsők hosszúkás-lándzsásak, rövid nyelűek vagy száron ülők, durván fogazottak. A legfelső levelek kicsik, lándzsásak, alig fogazottak vagy ép szélűek. Szaga kellemetlen, íze keserű.
Júliustól szeptemberig virágzik. Fészekvirágzatai a szárak végén bugavirágzatban állnak. Az egyes fészkek hosszúkásak (12–17 mm hosszúak, 5–7 mm szélesek, henger formájúak. A fészken belül a virágok halványsárgák, csövesek; a szélső, sziromszerű nyelves virágok hiányoznak. A fészek szélén termős, középen kétivarú virágok találhatók.
Termése 2–5 mm-es barna kaszat, végén 12–14 mm-es fehér, selymes repítő bóbitával.

## Elterjedése
Észak- és Dél-Amerikában őshonos Kanadától egészen Argentínáig. A világ számos országába behurcolták, megtalálható Európában, Délkelet-Ázsiában, Malajziában, a Csendes-óceán szigetein. Európában először 1876-ban, Zágráb mellett észlelték. Egy évvel később Kőszegen is megtalálták. Eleinte a Nyugat-Dunántúlon terjedt, de az 1900-as évek elején felbukkant a Budai-hegységben, a Balaton mellett és az Északi-középhegységben is. Ma elsősorban a Nyugat-Dunántúlon gyakori.

## Életciklusa
Magyarországon április elején kezd csírázni. Magvai akár nyolc évig is életképesek maradhatnak. Igen gyorsan növekszik. Júliustól szeptemberig tart virágzásának főidőszaka. Rovarok, főleg méhek, poszméhek, legyek porozzák be. Egy növény összesen akár 250 fészekvirágzatot is hozhat, fészkenként pedig 130 magot teremhet.
Üde vagy nedves talajú gyertyános-tölgyesekben, erdeifenyvesekben, égeresekben, láperdőkben fordul elő az erdőszéleken, tisztásokon, vágásterületeken, utak mentén. A félárnyákot kedveli, teljes árnyékban termete jelentősen kisebb. A nedves, közepesen tápanyaggazdag, semleges kémhatású talajokat preferálja.
Gyors növésű, másfél-kétméteres, tömeges előfordulású egyedei elnyomják az őshonos flórát. Tarvágás, tűz után gyakran dominánssá válik. Az amerikai őslakosok a növényt ekcéma, sebek, hasmenés, torokfájás, köszvény, reuma, isiász kezelésére alkalmazták. Indonéziában fogyasztják, nyersen és főzve is. Hajtása jelentékeny mennyiségű kalciumot, nátriumot, káliumot, vasat, C-vitamint tartalmaz. 

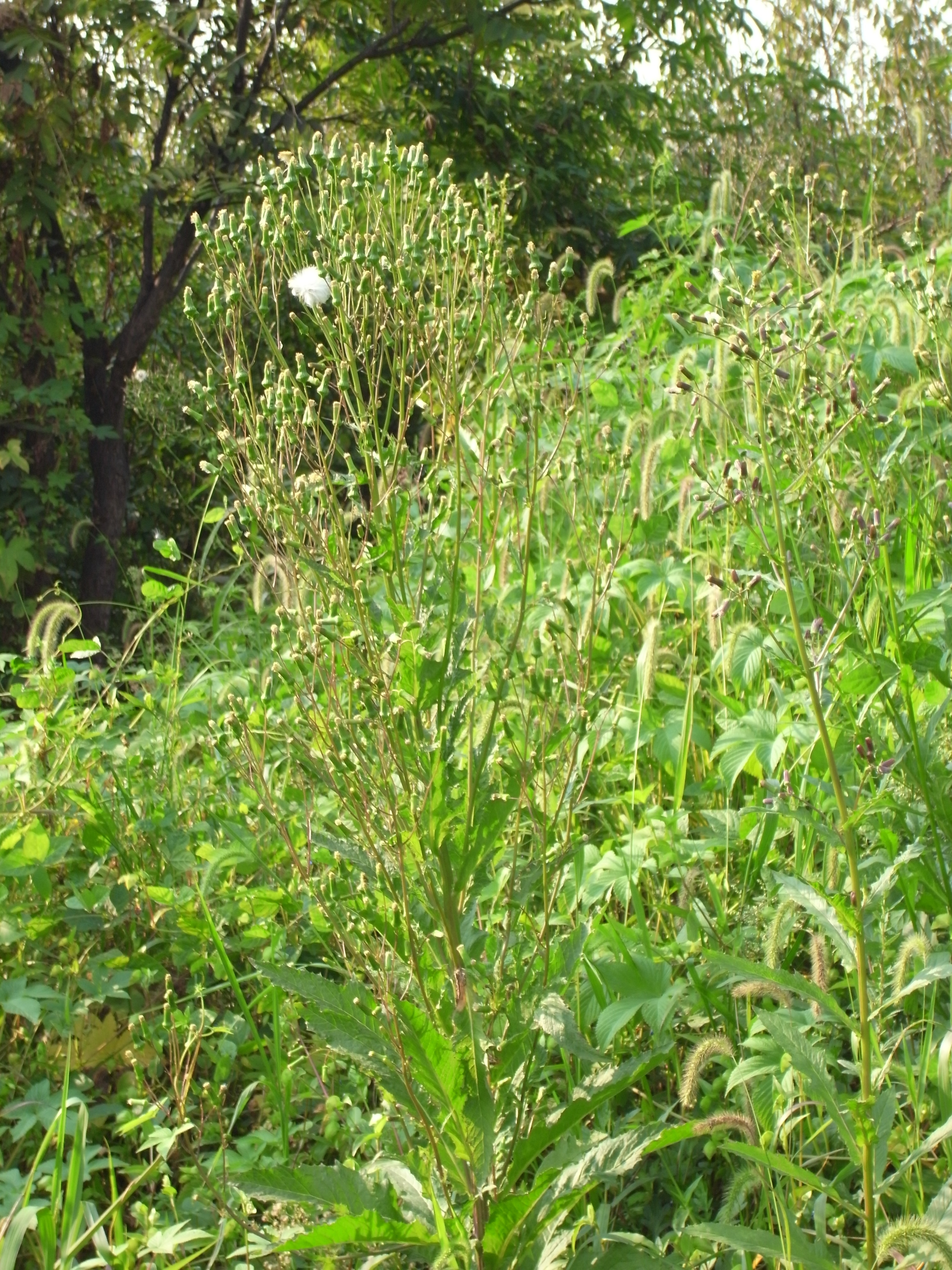
Habitusa
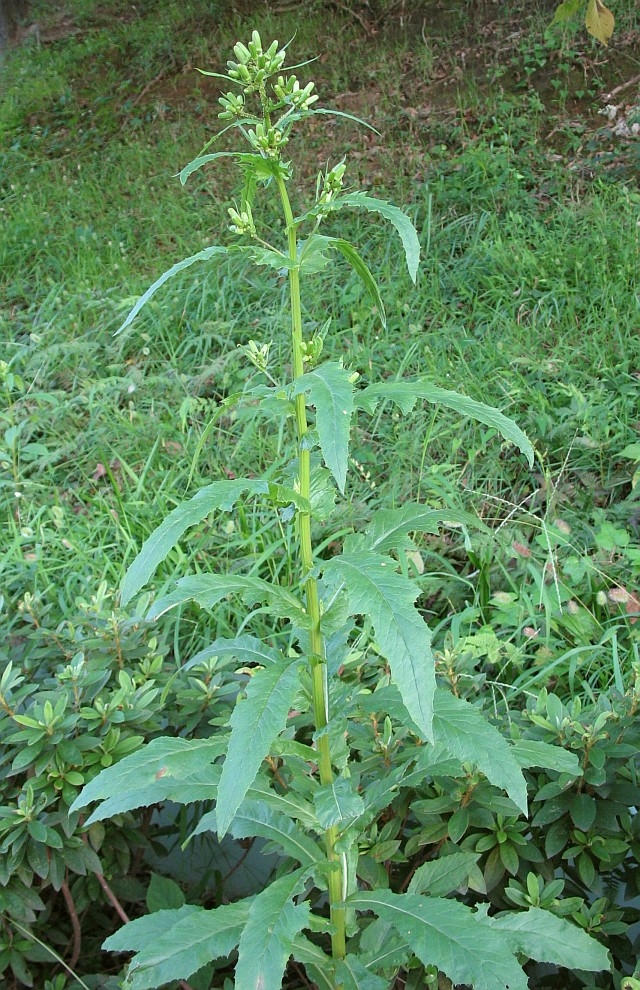
Fiatal hajtása
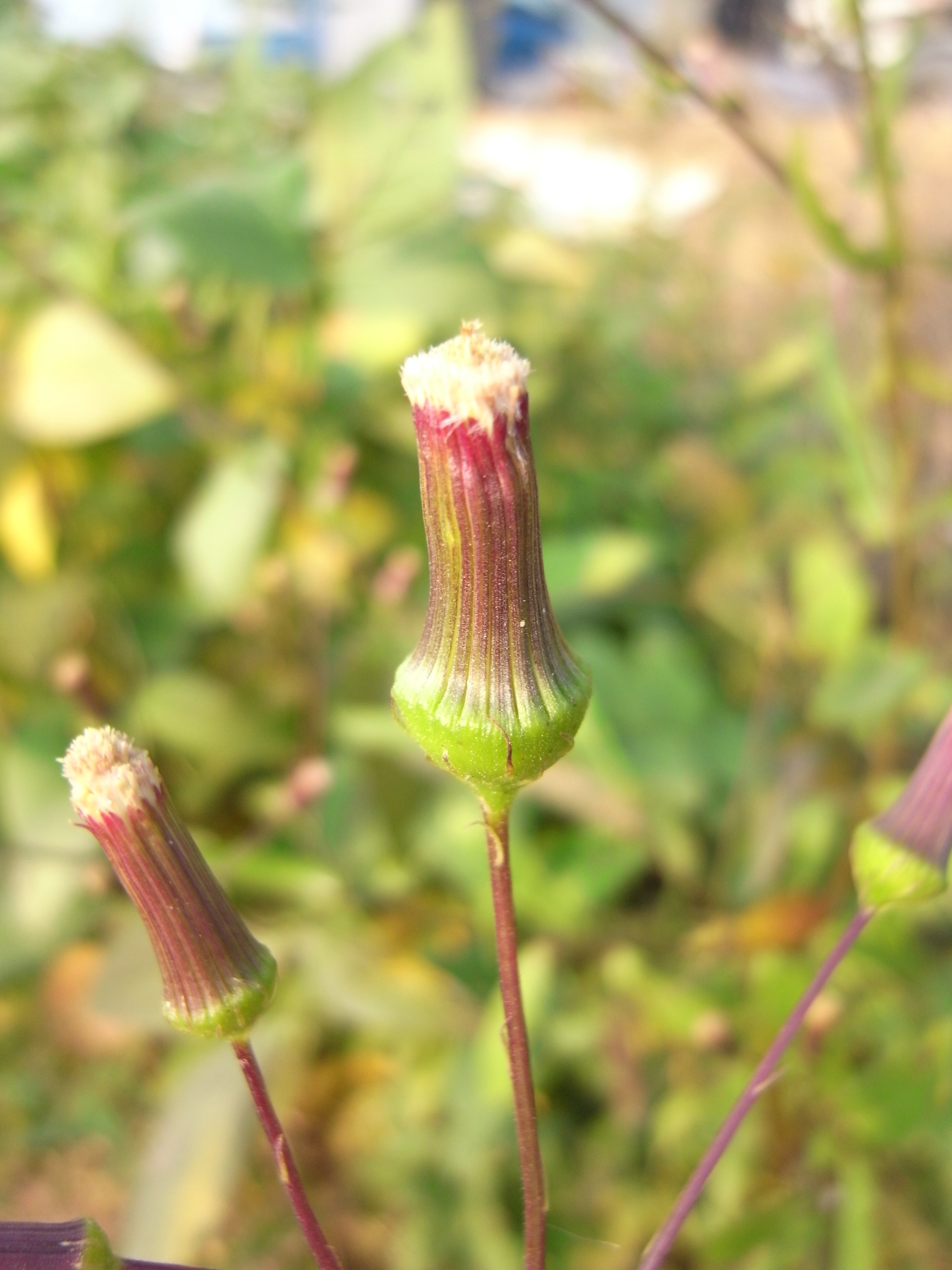
Virágai
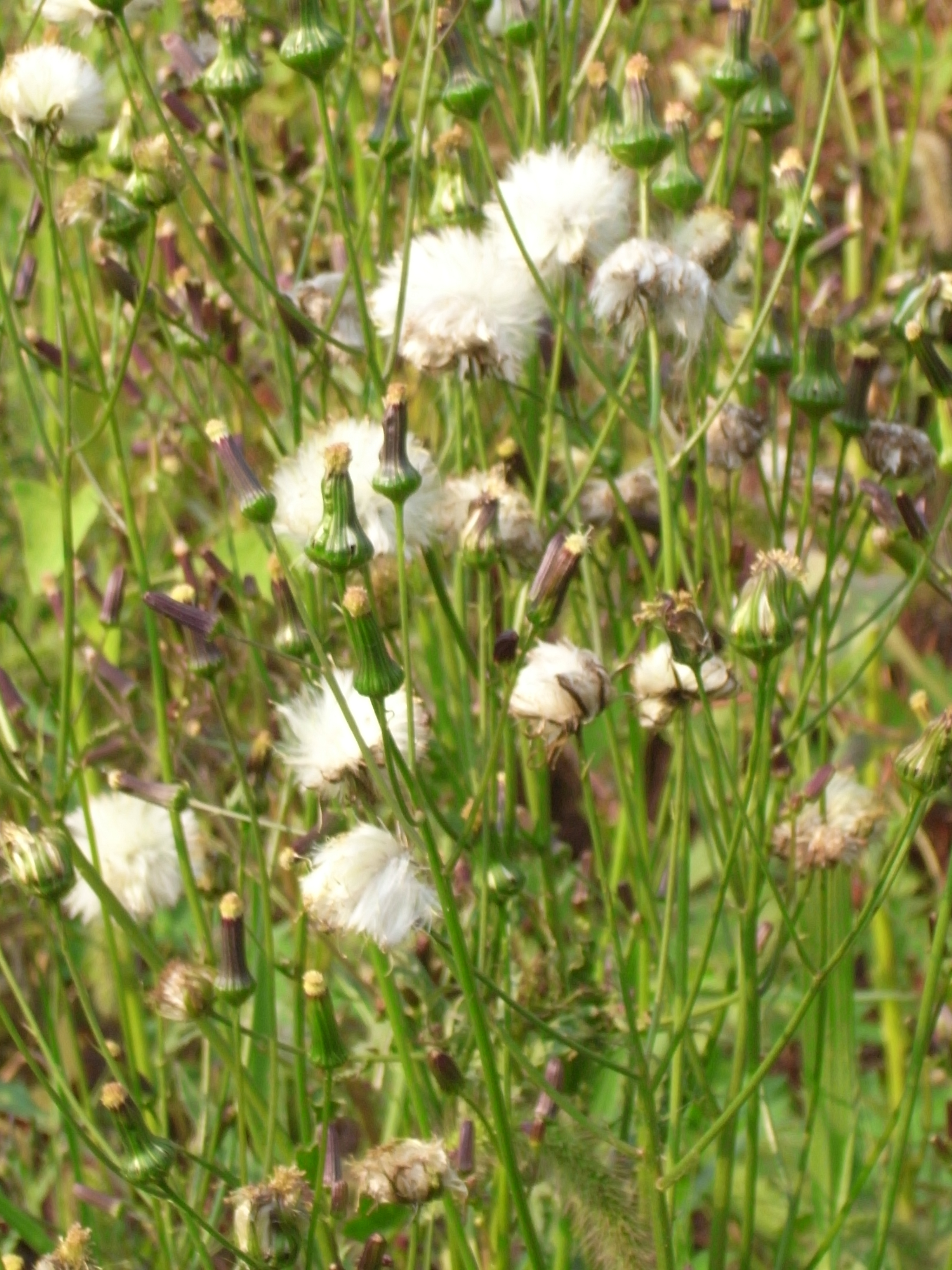
Virágok és érett termések
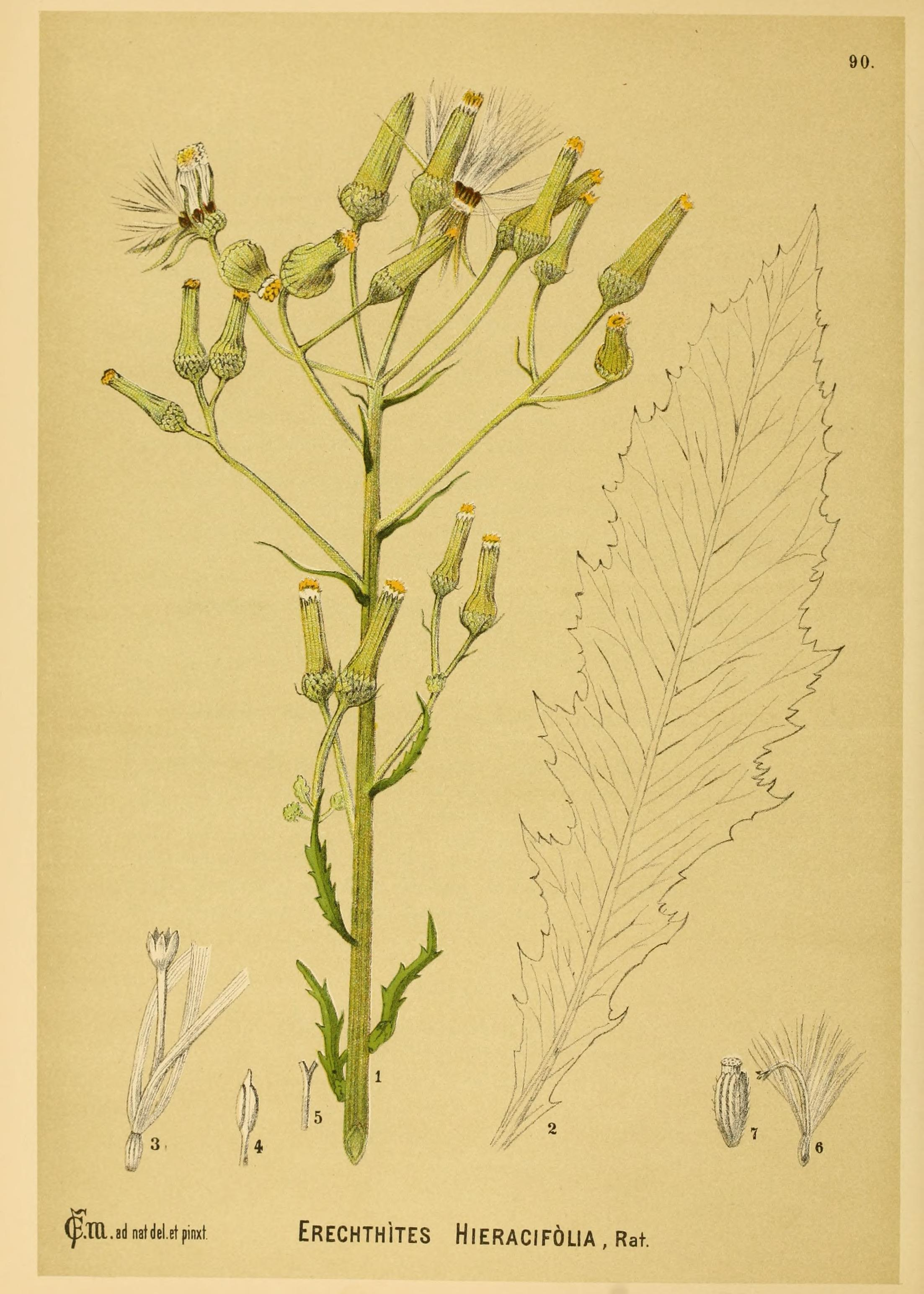
1887-es ábrázolása